# Morula aspera
Morula (Morula) aspera là một loài ốc biển, là động vật thân mềm chân bụng sống ở biển thuộc họ Muricidae, họ ốc gai.

## Miêu tả
Kích thước vỏ ốc khoảng 11 mm và 17 mm

## Phân bố
Loài này có ở Đông Nam Phi và Nhật Bản.